# Biblioteca Digital de Funciones Matemáticas
La Biblioteca Digital de Funciones Matemáticas (Digital Library of Mathematical Functions) (DLMF) es un proyecto en línea en el Instituto Nacional de Estándares y Tecnología para desarrollar un importante recurso de datos matemáticos de referencia para las funciones especiales y sus aplicaciones. Está pensada como una actualización del Manual de Funciones Matemáticas Abramowitz y Stegun (Abramowitz's and Stegun's Handbook of Mathematical Functions) (A&S). En contraste con el A&S, cuya tirada inicial fue hecha por la Oficina de Impresión del Gobierno de los Estados Unidos (U.S. Government Printing Office) y era de dominio público, los derechos reservados al DLMF los tiene el NIST bajo una disposición aplicable del Código de los Estados Unidos Fue publicado en línea el 7 de mayo de 2010, aunque algunos capítulos aparecieron con anterioridad.

## Contenido
1. Algebraic and Analytical Methods
2. Asymptotic Approximations
3. Numerical Methods
4. Elementary Functions
5. Gamma Function
6. Exponential Logarithmic Sine and Cosine Integrals
7. Error Functions, Dawson's Integral, and Fresnel Integrals
8. Incomplete Gamma and Related Functions
9. Airy & Related Functions
10. Bessel Functions
11. Struve and Related Functions
12. Parabolic Cylinder Functions
13. Confluent Hypergeometric Functions
14. Legendre Functions
15. Hypergeometric Functions
16. Generalized Hypergeometric Functions
17. q-Hypergeometric Functions
18. Orthogonal Polynomials
19. Elliptic Integrals
20. Theta Functions
21. Multidimensional Theta Functions
22. Jacobian Elliptic Functions
23. Weierstrass Elliptic Functions
24. Bernoulli and Euler Polynomials
25. Zeta and Related Functions
26. Combinatorial Analysis
27. Functions of Number Theory
28. Mathieu Functions and Hill's Equation
29. Lamé Functions
30. Spheroidal Wave Functions
31. Heun Functions
32. Painlevé Transcendents
33. Functions of Matrix Argument
34. Coulomb Functions
35. 3j, 6j, 9j Symbols
36. Functions of Matrix Argument
37. Integrals with Coalescing Saddles
38. Computer Algebra
39. Statistical Methods & Distributions